# Ван Хюлстейн, Йоан Кристиан
Йоан Кристиан ван Хюлстейн (англ. Joan Christiaan Van Hulsteyn, обычно J. C. van Hulsteyn, собственно нидерл. van Hulsteijn; 21 ноября 1867, Амстердам — 2 марта 1947, Балтимор) — американский скрипач и музыкальный педагог нидерландского происхождения.
Родился в семье банковского работника. С восьми лет учился играть на скрипке, окончил Льежскую консерваторию по классу Сезара Томсона. Затем отправился в Париж, где недолгое время был концертмейстером Оркестра Ламурё, играл также в струнном квартете вместе с Владиславом Гурским, Акилле Риварде и Жозефом Сальмоном.
В 1892 году перебрался в США, обосновавшись в Балтиморе. В 1916 году при создании Балтиморского симфонического оркестра занял пост концертмейстера и оставался в этой должности до 1936 года. Одновременно заведовал кафедрой скрипки в Консерватории Пибоди; среди его учеников Маршалл Мосс и Рут ван Хюлстейн (урождённая Труитт; 1905—1996), ставшая его женой и, в свою очередь, 45 лет игравшая в Балтиморском симфоническом оркестре.